# Peter Salisbury
Peter Salisbury (* 24. September 1971 in Bath; gebürtig Peter Anthony Salisbury; Spitzname „Sobbo“) ist ein britischer Musiker. Er war Gründungsmitglied, Schlagzeuger und Perkussionist der Britpop-Band The Verve, die mit der Hitsingle Bitter Sweet Symphony zu weltweitem Ruhm gelangte. Er hat einen eigenen Drumshop in Stockport, England.
Seit 1999 ist Salisbury der Studio- und Tour-Schlagzeuger von Ex-Verve-Frontmann Richard Ashcroft. 2004 hat er zusätzlich die Drums von Black Rebel Motorcycle Club übernommen, bis deren Schlagzeuger Nick Jago 2005 wieder in die Band zurückkam. 2007 nahm Salisbury mit The Verve das vierte Album Forth auf und tourte bis 2008 mit der Band. 2010 ersetzte er live Jon Brookes, den schwer erkrankten Schlagzeuger der Charlatans und spielte nach dessen Tod auch Drums für das 2015 erschienene Album Modern Nature und das bislang letzte Album der Band Different Days aus dem Jahr 2017 ein.

## Diskografie
- alle Veröffentlichungen von The Verve
- alle Veröffentlichungen von Richard Ashcroft (Solo)